# Palatinado Renano
El Palatinado Renano (en alemán: Rheinpfalz, a veces llamado "Bajo Palatinado" o Niederpfalz, en contraposición con el "Alto Palatinado" o Oberpfalz) era un área geográfica que abarcaba históricamente todo el territorio al oeste del río Rin. En la actualidad forma parte, desde 1946, del land alemán de Renania-Palatinado y contiene las ciudades de Ludwigshafen, Kaiserslautern, Neustadt an der Weinstraße, Pirmasens, Rodalben, Zweibrücken, Landau in der Pfalz y Espira.
El Bajo Palatinado fue gobernado por los condes de la dinastía Wittelsbach desde 1214 hasta 1803, cuando fue repartido entre el Electorado de Baviera y el Electorado de Baden. Esta área fue devastada durante la guerra de los Treinta Años y por la invasión Francesa en 1689.
En 1815, en el Congreso de Viena, gran parte del Bajo Palatinado fue anexionado a Prusia, formando la provincia del Gran Ducado del Bajo Rin. Otra parte, que incluía las ciudades de Kaiserslautern, Landau in der Pfalz, Ludwigshafen am Rhein y Espira,  pasó a Baviera.
El Alto Palatinado, por el contrario, es de mayor tamaño y está situado en Baviera, a 300 kilómetros del anterior, al norte del río Danubio; es un distrito del estado federado de Baviera, sin tener contacto con el anterior. Contiene las ciudades de Ratisbona y Amberg.
El nombre de Palatinado procede de Conde Palatino, un cargo del Sacro Imperio Romano Germánico, el cual tenía varios castillos donde el Emperador del Sacro Imperio se alojaba en sus viajes.